# Neoischyrocerus claustris
Neoischyrocerus claustris är en kräftdjursart som först beskrevs av J. L. Barnard 1969.  Neoischyrocerus claustris ingår i släktet Neoischyrocerus och familjen Ischyroceridae. Inga underarter finns listade i Catalogue of Life.